# Edgar Bijl
Edgar Bijl (Hendrik-Ido-Ambacht, 13 juni 1991) is een voormalig Nederlands voetbalscheidsrechter. Hij was in dienst van de KNVB en leidde voornamelijk wedstrijden in de Eerste divisie van Nederland.
Op 13 mei 2017 werd bekend dat Bijl samen met Clay Ruperti was gepromoveerd tot de Masterclass van het betaald voetbal. Dit betekent dat Bijl aanstellingen kon krijgen in de Eerste divisie. Hij floot vier seizoenen lang meerdere wedstrijden in de Eerste divisie, KNVB Beker en de Tweede divisie. Op 30 januari 2021 floot Bijl zijn laatste betaald voetbalwedstrijd tussen FC Dordrecht en Roda JC Kerkrade. Hij ging hierna focussen op zijn maatschappelijk carrière.